# Carlos Jerónimo Villademoros Palomeque
Carlos Jerónimo Villademoros Palomeque (Cerro Largo, 1806 – Montevideo, 1853) fou un advocat, poeta i polític uruguaià pertanyent al Partit Nacional.

## Biografia
Fill del militar asturià Ramón Villademoros i de la uruguaiana Jacinta Palomeque, la seva família tenia bones relacions socials, i el seu padrí va ser el president Carlos Anaya. Orfe des de 1811 – el seu pare va morir en combat a l'exèrcit de les Províncies Unides què realitzava la revolució anticolonial – va viure a Montevideo des de 1816. Destacat estudiant, va obtenir una beca i va acabar la carrera de Dret a Buenos Aires el 1827.
Villademoros va defensar el govern del president nacionalista i conservador Manuel Oribe, raó per la qual els historiadors parlen d'ell com a oribista. També va ser un destacat home de lletres, publicant en nombrosos diaris nacionals com El Eco Oriental, El Defensor de las Leyes, i El Republicano. Tanmateix, Villademoros va escriure al periòdic El Defensor de la Independencia Americana. Pel que fa a la poesia, la seva col·lecció Los Treinta y Tres (pels trenta-tres orientals què van lluitar per la independència uruguaiana) forma parta d'un grup de documents historiogràfics nacionals.
El 1838 va ser nomenat ministre de Govern i d'Afers Exteriors, tenint un lloc de mediació destacat amb el líder de l'oposició, el militar i cabdill del Partit Colorado, el Gral. Fructuoso Rivera. Va ser un ferme defensor de la sobirania nacional en la concepció oribista, d'abast continental i gelós de la intervenció de les potències europees. En acabar la Guerra Gran es va retirar a la vida privada, acompanyat de dificultats econòmiques, i va redactar les seves memòries.